# Аубаткан
Аубаткан (рос. Аубаткан) — присілок у Большереченському районі Омської області Російської Федерації.
Належить до муніципального утворення Чебаклинське сільське поселення. Населення становить 42 особи.

## Історія
Згідно із законом від 30 липня 2004 року органом місцевого самоврядування є Чебаклинське сільське поселення.

## Населення
| 1926 | 2002 | 2010 |
| ---- | ---- | ---- |
| 180  | ↘74  | ↘42  |